# Hajar
Hajar är en av tre grupper broskfiskar, med 534 kända arter. De lever i huvudsak i havet men ett fåtal arter har perioder i sötvatten.
Typiskt för hajar är att de saknar simblåsa men istället har andra lösningar på flytkraft. Bland annat har de en stor oljefylld lever och ett lätt skelett i form av brosk. Trots detta sjunker de flesta hajar om de slutar simma, och hajar som lever där vattendjupet är stort simmar därför hela tiden. Vissa hajarter är också tvungna att konstant simma för att kunna andas; dessa kallas för obligata ramventilerare. Drygt 200 hajarter är helt bottenlevande medan drygt 200 arter lever både på botten och i det öppna vattnet och endast 25 arter lever enbart i öppet vatten. Hajar har 5–7 gälspringor och en stor stjärtfena och en eller två ryggfenor. Alla hajarter har inre befruktning, en del föder utvecklade ungar medan andra lägger ägg.
Mest känd är kanske vithajen, som i sällsynta fall har attackerat människor. Andra kända arter är tigerhaj, tjurhaj, flera arter hammarhaj och gråhaj. Vetenskapligt sett är citronhajen den mest studerade.

## Kännetecken

### Allmänt
Nära 300 av hajarterna blir inte större än 1 meter, drygt 50 arter blir mellan 1 och 1,5 meter, 50 av arterna blir 1,5–3 meter och 25 arter blir över 3 meter. De två minsta hajarterna är dvärgkäxa och dvärgpigghaj vilka blir 15–17 centimeter långa. Världens största haj är valhajen där en vuxen individ normalt mäter mellan 6 och 10 meter. Den längsta säkert uppmätta valhajen var dryga 12 meter.

### Tänder

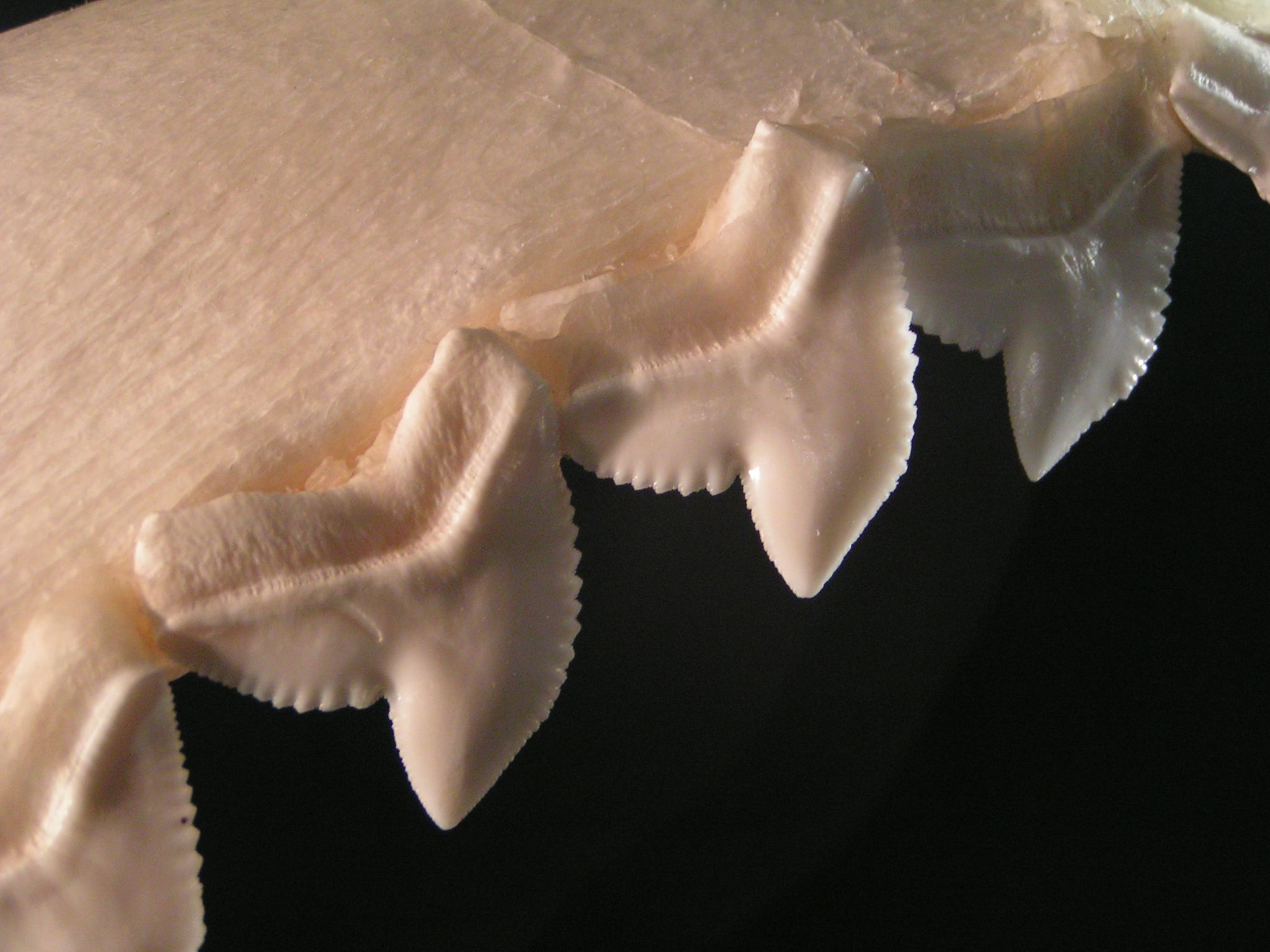
Tigerhajens snedställda och räfflade tänder är anpassade för att såga sig genom kött.

Tänder hos hajar och rockor är lyodonta, vilket innebär att de inte är fastgjutna i käkarnas brosk. Tänderna sitter istället förankrade i vävnaden som täcker käkbrosket. Tänder hos hajar är vanligen arrangerade i rader; de kan också forma stora tandplåtar för att krossa födan. I vissa arter är tänderna hos juveniler och vuxna individer olika och hos många skiljer de sig till och med mellan könen. Hos de flesta hajar är det de två främsta raderna som är funktionella rader men vissa arter kan ha upp till åtta funktionella rader. De icke funktionella tänderna är ersättningständer som fortfarande växer. Hos de flesta hajar finns det totalt mellan 20 och 30 rader, och antalet varierar på varje rad mellan 1 och 300 (valhajen). Hajar byter alltså hela tiden ut sina tänder. Tandersättningshastigheten skiljer sig mellan arter och beror på ålder hos djuret, diet, säsongsvariationer och vattentemperatur. De flesta hajar byter ut en par tänder i taget men hos vissa förloras hela rader åt gången. Citronhajens ungar byter ut tänderna i över- och underkäke var åttonde dag (detta i fångenskap). Den längsta tiden för utbyte av tandrad som rapporterats är 5 veckor, detta gällande småfläckig rödhaj. Undersökningar (Luer) på juvenila sköterskehajar visar att ersättningshastigheten av tänder var mer än dubbelt så långsam på vintern jämfört med sommaren. Tandstorleken ökar med hajens storlek (Moss 1967). Detta innebär att ersättningshastigheten borde vara som högst när hajen är liten och växer snabbt. Det är alltså möjligt att uppskatta längden på hajen bara genom att titta på tänderna. Det kan dock vara stor variation på största tanden hos lika långa individer av samma art hos fossila hajar. 
Vissa tänder lämpar sig för att spetsa, greppa, knipsa och slita bytet i stycken. Hos exempelvis sandtigerhajen och makohajen är tänderna spetsiga och sylformade, lämpliga för att spetsa fisk eller bläckfisk och hålla kvar födan. Andra tänder som hos exempelvis vithajen är triangulära, plåtlika och sågtandade och lämpar sig bäst att såga med. Dessa tänder är starka nog att slita loss köttstycken från djur större än de själva. Båda dessa typer av tänder kan finnas i samma haj, detta hos exempelvis några hajar inom släktet Carcharhinus och ordningen gråhajartade hajar (Carharhiniformes). Hundhajen har rader med långa avtrubbade tänder som används för att krossa blötdjur och kräftdjur. Tjurhuvudhajar och vissa hammarhajar har både spetsiga tänder och krosständer. 
Förutom tänder i munnen har hajar tänder över hela huden, vilka kallas plakoidfjäll eller hudtänder. De vanliga tänderna tros ha utvecklats från dessa plakoidfjäll. Hudtänder är strukturellt liknande vanliga tänder och har ett hårt yttre hölje av emalj, under detta lager finns dentin, nervceller och blodkärl. Hos de flesta hajar bildar dessa plakoidfjäll ett komplett "överdrag" över kroppen. Huden hos vissa hajar är så grov att ett bytes hud kan skrapas av vid kontakt med hajen. Hajhud har torkats och använts som sandpapper; detta papper, som kallas "shagreen", används till att polera trä.

### Lorenzinska ampuller
Hajar har fler sinnen än människan. De har även ett sjätte sinne som ibland kallas för det elektriska sinnet. Alla levande djur skickar ut små elektriska impulser. Dessa känner hajen av genom små porer som kallas för Lorenzinska ampuller. Dessa är fyllda med gelé och sitter över hela kroppen men främst i nosen. Genom dessa porer kan hajen alltså känna av fiskar och andra djur trots att de är utom synhåll, vilket hjälper dem när de jagar. Man tror att detta elektriska sinne också hjälper dem att navigera.

## Utbredning
De olika arterna av hajar förekommer i alla oceaner och angränsande havsområden. De iakttas ofta nära kusten där deras tillgång till föda är hög. Hajar förekommer även i det öppna havet och i djuphavet. En del arter är specialiserade på byten som lever i den bentiska havszonen nära oceanens botten och andra arter på byten som förekommer i de fria pelagiska vattenmassorna.
Se även: Lista över hajar i svenska vatten

## Systematik

### Evolution

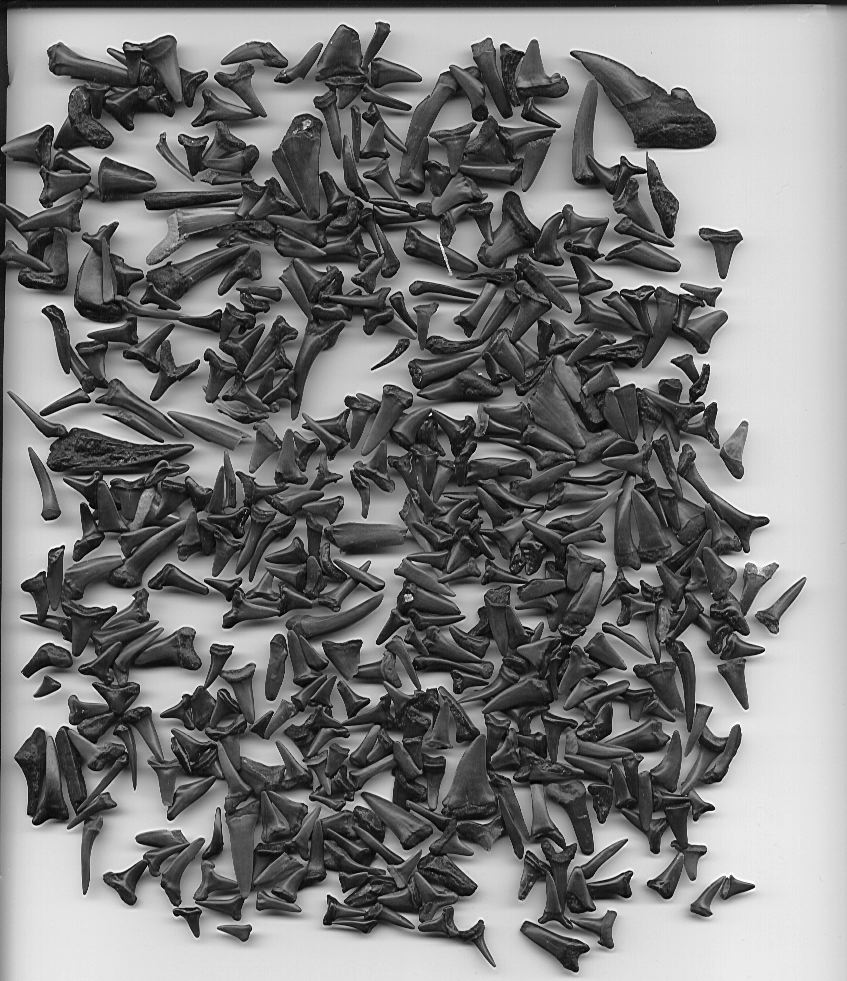
En samling av fossila hajtänder

Avsaknad av simblåsa hos hajarna influerade förmodligen evolutionen av stora fenor och även deras speciella kroppsform. Det kan också ha påverkat utvecklingen av broskskelett, allt detta reducerar dess tendens att sjunka. Under lång tid var det föreslaget att brosk utvecklades innan djur kunde bilda ben. Men det troligaste är att det är en evolutionär specialisering som gör skelettet starkt, lätt och elastiskt vilket innebär att det krävs mindre energi för att flytta kroppen. Hajar har inte många delar som fossiliserar väl men ett av de vanligaste fossila fynden bland ryggradsdjuren är dock hajtänder och plakoidfjäll. Mellan två och tre tusen arter hajar har beskrivits. Denna siffra är inte helt exakt eftersom evolutionär förändring hos hajar är långsam och det är väldigt svårt att avgöra var en art slutar och var en annan börjar.
De äldsta säkra fossila spåren av hajar är i form av plakoidfjäll från tidig silur, omkring 420 miljoner år sedan. Liknande tidigare fynd har gjorts, men det råder delade meningar bland paleontologerna om dessa verkligen är från äkta hajar. Eftersom endast enstaka fjäll har återfunnits, är kunskapen om hajarna från denna tidsperiod mycket bristfällig. De första hajtänderna som hittats är från devon. Dessa tänder var tvåspetsiga men vilken haj som är ägaren till dem råder det delade meningar om. Den äldsta hajskallen är från mitten av Devon och tillhörde en Xenacant (ormhaj), en ålliknande haj som levde i sötvatten med bentisk livsstil. De flesta hajar från sen Devon levde i sötvatten till skillnad från dagens hajar. Xenacanter eller ormhajar hade en märklig pigg bakom huvudet, Xenacant betyder just ”strange spine”. Andra kännetecken på ormhajar var diplodonta (två spetsiga) tänder och symmetrisk caudalfena (stjärtfena). En annan Xenacant var antarctilamna, vilket betyder lamnid haj (håbrandsartad haj) från Antarktis. Xenacanterna dök upp i Devon och försvann utan ett spår i Trias. En annan grupp av hajar var Ctenacanterna, vilka hade en pigg som var cylindrisk och ornamenterad med små vassa, tandlika utskott. De hade mer hajliknande kropp och kladodonta tänder (flerrotade). Cladoselache är det mest kända släktet ifrån Paleozoikum, dessa hajar hade en kombination av ancestrala och deriverade karaktärer. De fanns samtidigt som Ctenacanterna och 50 miljoner år före Xenacanterna. Kroppen var enbart stödd av ryggsträng (stödjande skelettstav), men broskbågar skyddade ryggmärgen. Som många förhistoriska hajar hade den kort avtrubbad nos, terminal mun, långa käkar, kladodonta tänder, distinkt pigg framför dorsalfenor (ryggfenor). Den hade också kölar längs sidorna och halvmåneformad caudalfena (stjärtfena). Detta är vanligt hos dagens snabbsimmande hajar, exempelvis makohajen. Man tror därför att Cladoselache var en snabbsimmande jägare. Piggarna framför ryggfenorna tros ha minskat motståndet mot vattnet. Cladoselache hade sparsamt antal hudtänder, hudtänder som fungerar som skydd, förstärkning av muskelfästen och minskad friktion mot vattnet. Varför behövde de inte så många hudtänder? Ett svar kan vara att med mindre hudtänder väger man mindre och därmed flyter bättre. Man har inte hittat könsrullar på Cladoselache, men detta kan förstås bero på att man bara hittat hondelar.
Ett välkänt släkte från Mesozoikum är Hybodys från sent Trias. Det finns kompletta skelett bevarade på över 2 meter. På många sätt liknar de dagens hajar förutom att de har terminal mun och heterodonta tänder. De främre tänderna hade långa ganska vassa spetsar i mitten med omgivande mindre spetsar. Dessa tänder användes för att stycka och döda mjuk föda. De bakre tänderna var mer trubbiga och användes för att krossa skal. Av dagens hajar är det tjurhuvudhajar som har liknande tänder, de äter småfisk, krabbor, sjögurkor, blötdjur, räkor, musslor, ostron. Hybodonterna uppvisade också förändringar i bröst och bukfenor som gjorde dem mera rörlig än hajarna från Paleozoikum. Fenorna kunde användas till manövrering på ett sätt som var omöjligt för hajar med mera stela fenor så som Cladoselache. Utspridningen av hajar i Mesozoikum medförde också förändringar av stjärtfenan och tillkomsten av analfena. Musklerna och skelettstrålarna i stjärtfenan gav dem mer flexibilitet. Detta betydde att undersidan av stjärtfenan pendlade efter när hajen rörde fenan från en sida till den andra. Detta resulterade i uppåt–framåt-kraft vilket kunde lyfta en haj från vilande position eller reducera tendensen att sjunka när den simmade.
Dagens hajar utvecklades under Jura och många av dessa hajar lever fortfarande. De tidigaste fossilen är daterade 150 miljoner år tillbaka i tiden och tillhör makohajar. Den distinkta skillnaden mellan dagens hajar och förhistoriska hajar är positionen av munnen. Hos moderna hajar är munnen placerad subterminalt det vill säga på undersidan av huvudet. I prehistoriska hajar sitter munnen terminalt, alltså längst fram likasom hos benfiskar. De moderna hajarna har också tänder som är tjockare och innehåller mera komplexa emaljliknande material. Även om de moderna hajarna utvecklats under Jura vet ingen från vilken grupp de utvecklats ifrån. Den dominerande teorin har varit att de kommer ifrån hybodonterna men idag är det få som håller med om detta. Vissa paleontologer tror på grund av de geografiska positionerna av fossilen att trollhajen divergerade och specialiserade sig tidigt från en gemensam anfader av Jättehajar/Håbrandsartade hajar (Lamniformes). Tänderna hos denna gemensamma anfader liknar tänderna hos sandtigerhajen men det finns distinkta skillnader också. Andra hävdar att Mcmurdodus som är känd från mitten av Devon är den tidigaste av de moderna hajarna. Denna slutsats dras genom undersökningar av emaljstrukturen i tänderna. Det har också föreslagits att Paleospinax skulle vara en av de tidigaste av moderna hajar. Paleospinax liknade dagens djuphavslevande hajar.
Hajar & rockor (Neoselachii) spreds snabbt under mitten av Krita men vad gav bränsle till denna spridning? Detlev Thies & Wolf-Ernst Rief har föreslagit att denna spridning var ett svar på den goda tillgången på ny föda i form av nya benfiskar, semionotider. Dessa benfiskar var en snabbsimmande mjukfjällad föda för den som hann ikapp dem. Hajarna svarade på denna föda, de hade förmågan att simma snabbt, ökad manövreringsförmåga, flexibla käkar, utökade sinnen som gjorde det möjligt att fånga dessa benfiskar. Dessa hajar levde nära kusten, lite senare utvecklades också snabbsimmande hajar i öppet vatten. Dessa hajar var inte de dominerande rovdjuren av denna tid, de konkurrerade med marina reptiler. En annan teori om den snabba spridningen av hajar i mitten av Krita är att just dessa marina reptiler dog ut och därmed försvann hajarnas största konkurrenter. 
För omkring 65–100 miljoner år sedan skiftade fyra grupper av hajar och rockor (Neoselachii) från att vara aktiva rovdjur till filtrerande. Matthajar gav upphov till valhajar. Två grupper av Jättehajar eller Håbrandsartade hajar(Lamniformes) gav upphov till brugden och jättemunshajen. Den fjärde gruppen från hajar och rockor gav upphov till filtrerande rockor (Myliobatiformes). 
Megalodon var 15 meter lång och vägde 50 ton och valar var inte ett ovanligt byte. Denna gigant dök upp för 16 miljoner år sedan och försvann plötsligt för 1,6 miljoner år sedan. Megalodons tänder liknar Vithajens på många sätt men uppvisar också olikheter. De är tjockare och liknar ett D i tvärsnitt, det finns också ett svart lager mellan rot och blad. Skillnaden är inte så stor när man jämför med de allra största vithajständerna. Man har funnit Megalodontänder på hela 18 cm! Det finns två olika sätt att se på Megalodons släktskap med vithajen. Vissa tror att likheterna beror på nära släktskap medan andra säger att detta likväl kan vara ett exempel på konvergent utveckling, det vill säga liknande utseende på grund av liknande selektionstryck (miljö).

### Inre systematik
Hajfiskar uppvisar många gånger konvergent evolution emellan olika familjer och arter. Detta är troligen som mest tydligast mellan sågfiskar (Pristiformes) och såghajar (Pristiophoridae). Detta betyder att morfologiska karaktärer kan vara svårtolkade.
Systematiken hos hajfiskar är i flera fall olöst. Det finns en taxonomi framtagen av hajsystematikern Leonard Compagno som de flesta författare lutar sig tillbaka mot. Denna systematik grundar sig oftast på morfologiska karaktärer. Hajfiskar kan dock delas in i tre huvudblock och dessa är Squalea, Batoidea och Galea.
Squalea omfattar ordningarna, kråshajar och kamtandhajar (Hexanchiformes), tagghajar (Echinorhiniformes), pigghajsartade hajar (Squaliformes), havsänglar (Squantiniformes) och såghajar (Pristiphoriformes). Mer avancerade hajfiskar utgörs av rockor eller batoider (Batoidea) och gruppen Galea. Hajfiskar inom Batoidea är alla rock-lika. De utgörs av äggrockor (Rajiformes), darrockor (Torpediniformes), stingrockor (Myliobatiformes), sågfiskar (Pristiformes) och kilfiskar (Rhiniformes). Galea utgörs av ordningarna tjurhuvudhajar (Heterodontiformes), jättehajar (Lamniformes), matthajar (Orectolobiformes) och ögonlockhajar (Carcharhiniformes).
Se även: Lista över hajsläkten och arter

## Hajar och människor

### Hajattacker
Oprovocerade hajattacker är incidenter mellan hajar och människor i hajens naturliga miljö, utan att hajen har blivit retad. Hajattacker på dykare, hajar som sköts om i bassänger, eller attacker som inträffar då man bärgar döda människor kallas i dessa sammanhang inte för oprovocerade hajattacker. En provocerad hajattack är då en människa initierar en fysisk kontakt med en haj, till exempel en dykare som rör vid hajen eller en fiskare som tar bort en haj från ett fiskenät. I genomsnitt blir cirka 10 människor dödade av hajattacker varje år.
Det debatteras livligt varför ett fåtal hajar attackerar människor. Den internationellt erkände hajsystematikern och forskaren Leonard Compagno tycker att man istället ska vända på frågeställningen. Med tanke på det låga antalet attacker och de många miljoner människor som är i haven varje dag tycker Leonard att den stora frågan är: varför attackerar hajar oss så sällan?

#### Statistik
Antalet hajattacker år 2004 var 61, men det är inte ett säkert antal, då inte alla länder registrerar hajattacker. Antalet oprovocerade hajattacker har ökat i samma takt över århundradet. Det är bara ett fåtal attacker som leder till dödsfall. Statistiskt sett är det ytterst osannolikt att bli attackerad av en haj, och mycket troligare att dö av exempelvis solsting på stranden. Ett tiotal arter anses ha attackerat människor med allvarligare följder, och endast fyra arter har bevisligen dödat människor, vithajen, tigerhajen, tjurhajen och årfenshajen.
Överhuvudtaget är det svårt att använda hajattackstatistik i vetenskapliga syften då statistiken kan säga mer om människans beteende än hajens. Statistik blir inte information förrän den säger någonting. Frågan "vad betyder allt detta, om någonting alls" bör alltid ställas. Till exempel minskar hajattacker mellan klockan 12.00 och 13.00 på dagen. Detta behöver inte säga någonting om hajarnas beteende utan kan likaväl beskriva att förutsättningarna till kontakt mellan hajar och människor minskar vid denna tid på dagen, eftersom många människor då går och äter.
Ichthyologiavdelningen vid Floridas naturhistoriska museum hyser det Internationella hajattackarkivet, som har information om hajattacker i världen, främst i västvärlden.

### Hajprodukter
Först och främst utnyttjas vissa hajarter som matfisk. Där är hajfenor särskilt åtråvärda, då detta anses vara en delikatess. En tredjedel av världens hajfenfiske sker inom EU, där Spanien är dominerande. En hel del hajfenor exporteras från EU till Asien. Haj förekommer även i svenska fiskaffärer, men där kan ursprunget vara dolt under påhittade handelsnamn, exempelvis nordsjöål. Hajlever används för tillverkning av hajleverolja och hudvårdprodukter. Hudar från större arter kan industriellt användas till skinn- och läderartade produkter.

### Hajskyddsföreningar
Många hajarter är hotade, framför allt p.g.a. överfiskning. I världshaven togs 810 000 ton haj upp under 2004, samtidigt som beståndet minskat 90 % sen 20 år tidigare. Allmänhetens intresse har mest riktats mot människoätande hajars farlighet, och kännedomen om att det även finns för människan ofarliga och även nyttiga hajar har varit dålig. Nu växer emellertid intresset i takt att man fått upp ögonen för att det finns hotade arter bland hajarna. Hajar ligger högt upp i näringskedjan och har en nyckelroll i ekosystemet. Därför har på flera håll i Europa startats hajskyddsföreningar. Så även i Sverige, Svenska hajföreningen och We (L) Sharks. Även inom vetenskapen är kunskapen om hajar begränsad, och mera forskning behövs.
Det finns även en lobbyorganisation, Shark Alliance, med deltagare från bl a Statens jordbruksverk. En gemensam handlingsplan väntas vara klar i slutet av 2008. Sverige anses vara bland de mer hajvänliga länderna i Europa, och Shark Alliance trycker på för att Sveriges regering ska föra "hajarnas talan" inom EU-organisationen.

### Internationella avtal rörande hajars miljö
- International Plan of Action for the Conservation and Management of Sharks, IPOA-Sharks
- Helsingforskonventionen, vars styrorgan är Helsingforskommissionen, HELCOM. Avser Östersjön och vattnen norr därom.
- Oslo-Pariskonventionen, OSPAR med styrorganet OSPAR-kommissionen. Avser Nordöstra Atlanten
- Washingtonkonventionen, CITES, Convention of International Trade in Endangered Species
- Bonnkonventionen, CMS, Convention of the Conservation of Migratory Species of Wild Animals

### Etymologi
Haj kommer från nederländska haai. Det inhemska ordet hå återfinns i artnamn som håbrand, hågäl och håkäring. Båda orden härrör från ett germanskt *hanhuz med betydelsen pinne, påle, stock; som antagligen överförts på hajarna med anledning av kroppsformen.